# Kim Jens Witzenleiter

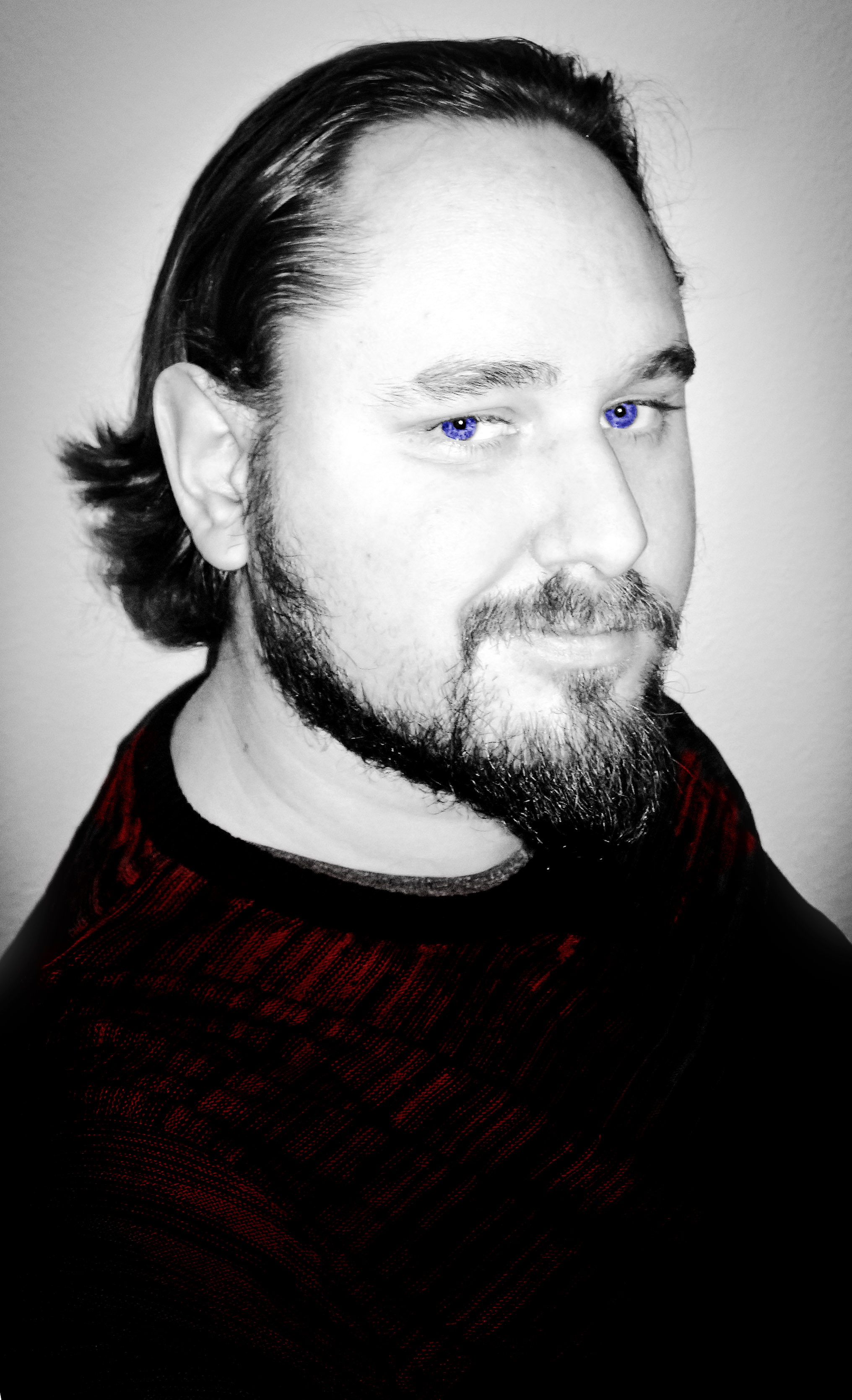
Porträt von Kim Jens Witzenleiter

Kim Jens Witzenleiter (* 7. Februar 1986 in Ludwigsburg) ist ein deutscher Hörspielproduzent, Autor, Regisseur und Verleger.

## Werdegang
Während seiner Schulzeit arbeitete Kim Jens Witzenleiter in einer Mediathek. Dadurch hatte er Zugriff auf eine Fülle von Filmen und Videospielen, was sein Interesse an diesen Medien steigerte. So entschloss er sich schließlich dazu, selbst Filme zu drehen, und begann, Drehbücher zu schreiben. Mit 16 drehte er anschließend mit Freunden seinen ersten Kurzfilm.
Seit seiner zweiten Ausbildung, als Kaufmann für audiovisuelle Medien, ist Witzenleiter in der Entertainmentbranche tätig. Er war von 2005 bis 2012 Inhaber der Film- und Musiklabels Wolfpack-Power e.K. und handelte überwiegend mit Filmlizenzen und nahm Musiker aus dem Rock- und Metal-Bereich unter Vertrag. Von 2010 bis 2012 war er anschließend geschäftsführenden Gesellschafter der WP Entertainment. Ende 2012 gründete er eine Werbeagentur für Web- und Grafikdesign, sowie Ton- und Videoproduktion. Seit 2016 ist Kim Jens Witzenleiter zudem Inhaber des Hörspielverlages „Wolfy-Office“, dessen Name sich von seinem ehemaligen Firmenmaskottchen, der Hauptfigur seines ersten Hörspieles, „Wolfy“ ableitet. Über seinen Verlag veröffentlicht er seine selbst geschriebenen und produzierten Hörspiele und produziert auch Hörspielscripts anderer Autoren.

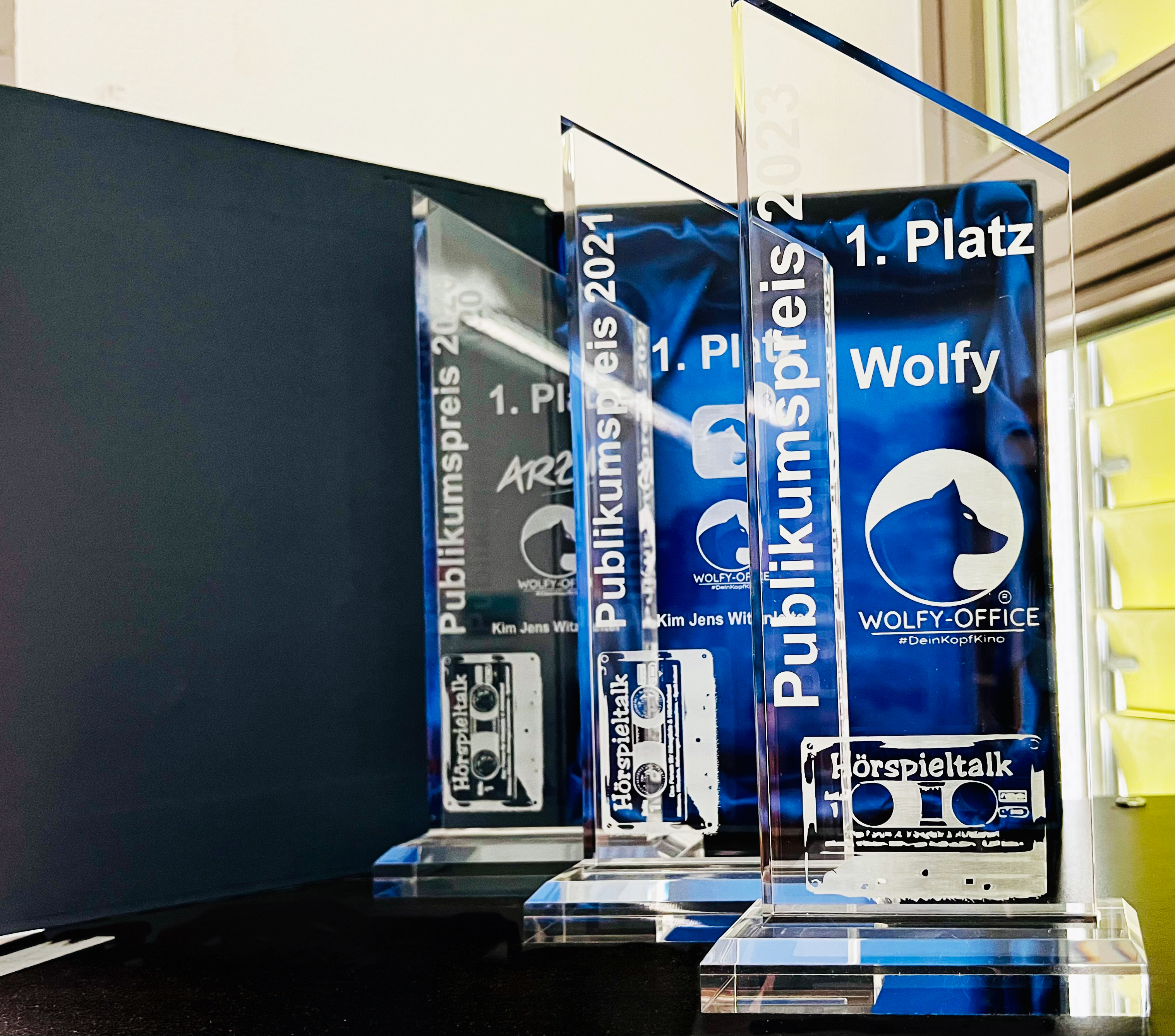
Publikumspreise vom Hörspieltalk

2010 produzierte Kim Jens Witzenleiter sein erstes Hörspiel „MIG – Men in Green“, bei dem er nicht nur Regie, sondern auch als Sprecher in Erscheinung trat. 2017 und 2018 produzierte er mit „Blood Red Sandman“ (Hörspiel in Dolby Digital 5.1) und „MIG3 - Der Hörspielfilm“ zwei Hörspielfilme: Hörspiele, die filmisch mit Bildern und einfachen Animationen unterlegt sind. Als Verleger veröffentlichte er Hörspiele wie „Fünf nach Acht“ und „Arzu“ von Sirius Kestel und „Das Haus hat gelbe Fenster“, sowie weitere Fremdproduktionen. 2021 wurde das Hörspiel „Arzu“ von der Hörspiel Community Hörspieltalk zum Hörspiel 2020 gewählt. Von 2019 bis 2021 produzierte er die Thriller-Reihe „Die Prüfung“, die überwiegend positive Bewertungen bekam, mit Sprechern wie Markus Pfeiffer, Reiner Schöne, Constanze Buttmann. Dabei war er auch Autor dieser Reihe und führte Regie. Während der Pandemie 2020 war er Teil des Künstlerkollektivs Quarantänekunst, das in dieser Zeit Onlinevideos und Kunstbeiträge veröffentlichte. 2022 erschien das von ihm produzierte Coveralbum zum Musical Jesus Christ Superstar, unter anderem mit Rob Carroll, Henrike Tönnes, Constanze Buttmann und Ski-King.
Seit 2022 ist Kim Jens Witzenleiter auch als Songtexter tätig und schrieb die Texte für Songs wie „Heavy Heart“ von Sara Wegner feat. EmCea und „Back Home Again“ von Tom Steinbrecher. 2023 erschien das Hörspiel „Wolfy“, mit Christoph Walter, Kevin Kasper, Constanze Buttmann und Peter Flechtner, für welches Witzenleiter das Dialogbuch geschrieben hat und Regie führte. 2024 wurde „Wolfy“ von der Hörspiel Community Hörspieltalk zum Hörspiel 2023 gewählt.
Witzenleiter ist verheiratet und hat zwei Kinder, mit seiner Familie lebt er derzeit in der Barockstadt Ludwigsburg.

## Hörspiele (Auswahl)
- 2011 – MIG – Men in Green – Regie/Autor/Sprecher
- 2013 – MIG2 – Men in Red – Regie/Autor/Sprecher
- 2016 – MIG3 – Auf der suche nach dem Blauen Affen – Regie/Autor/Sprecher[17]
- 2017 – Blood Red Sandman – Regie/Autor[18]
- 2018 – MIG – Monsterparty – Regie/Autor/Sprecher[19]
- 2019 – MIG – Men in Green – Regie/Autor/Sprecher
- 2019 – Der Rick – Regie/Autor/Sprecher
- 2019 – Die Prüfung – Vaterliebe – Regie/Autor[20]
- 2020 – Video-Integrator – Regie[21]
- 2020 – Die Prüfung – Journalismus – Regie/Autor
- 2020 – Die Prüfung – Justiz – Regie/Autor
- 2021 – 113 – Regie/Sprecher[22]
- 2021 – Die Prüfung – Finale – Regie/Autor
- 2021 – Blaues Herz Teil 1 – Produzent/Dialogschnitt
- 2022 – Blaues Herz Teil 2 – Produzent/Dialogschnitt
- 2023 – Wolfy – Regie/Autor
- 2023 – MacBeth – Regie/Produzent
- 2023 – 114 Etagen – Regie/Sprecher

## Belege
1. ↑  KJW - Kim Jens Witzenleiter. Abgerufen am 16. Mai 2024.
2. ↑  Kim Jens Witzenleiter, Ludwigsburg, Germany. Abgerufen am 26. Mai 2021 (englisch).
3. ↑  Wolfy-Office - Über uns. Abgerufen am 26. Mai 2021.
4. ↑  Men in Green - 1 - MIG1 - Men in Green (Wolfy-Office). hoerspiele.de, abgerufen am 26. Mai 2021.
5. ↑  Horror für die Ohren - 1 - Blood Red Sandman (DVD Edition) (Wolfy-Office). hoerspiele.de, abgerufen am 26. Mai 2021.
6. ↑  Men in Green - 3 - MIG3 - Auf der Suche nach dem Blauen Affen (DVD-Filmversion) (Wolfy-Office). Abgerufen am 26. Mai 2021.
7. ↑  Hörspielfilm: der neue Medienmix - Monsterparty. hoerspiele.de, abgerufen am 26. Mai 2021.
8. ↑  (Diverse) - 0 - Fünf nach Acht (5 nach 8) (Wolfy-Office). hoerspiele.de, abgerufen am 26. Mai 2021.
9. ↑  (Diverse) - 0 - Arzu (Wolfy-Office). hoerspiele.de, abgerufen am 26. Mai 2021.
10. ↑  Der Gewinner des HÖRSPIELTALK-Publikumspreises des Jahres 2020 heißt ARZU von Milena Aboyan, Sirius Kestel & Wolfy-Office. Abgerufen am 26. Mai 2021.
11. ↑  Hörspielpremiere: vier Phasen - maximale Spannung. Abgerufen am 26. Mai 2021.
12. ↑  Team. Abgerufen am 26. Mai 2021 (englisch).
13. ↑  Jesus Christ Superstar (2022). Abgerufen am 24. Februar 2022 (deutsch).
14. ↑  Wolfy-Office: Hörspiel-Premiere: Wolfy kommt auf einen Roadtrip vorbei - BEI ANGUS! - openPR. Abgerufen am 3. März 2023.
15. ↑  Der Gewinner des HÖRSPIELTALK-Publikumspreises 2023: WOLFY [WOLFY OFFICE]. In: hörspieltalk.de. Abgerufen am 16. Mai 2024.
16. ↑  Thomas Rippert: Interview mit Kim Jens Witzenleiter (Wolfy Office). Abgerufen am 27. Mai 2021 (deutsch).
17. ↑  Men in Green - 3 - MIG3 - Auf der Suche nach dem Blauen Affen (Wolfy-Office). hoerspiele.de, abgerufen am 26. Mai 2021.
18. ↑  Horror für die Ohren - 1 - Blood Red Sandman (Wolfy-Office). hoerspiele.de, abgerufen am 26. Mai 2021.
19. ↑  Men in Green - 4 - MIG4 - Monsterparty (Wolfy-Office). hoerspiele.de, abgerufen am 26. Mai 2021.
20. ↑  Serienauswahl 〉 Serien: Die Prüfung. hoerspiele.de, abgerufen am 26. Mai 2021.
21. ↑  (Diverse) - 0 - Video-Integrator (Wolfy-Office). hoerspiele.de, abgerufen am 26. Mai 2021.
22. ↑  (Diverse) - 0 - 113 Nachrichten (Wolfy-Office). hoerspiele.de, abgerufen am 26. Mai 2021.

| Personendaten    | Personendaten                                              |
| ---------------- | ---------------------------------------------------------- |
| NAME             | Witzenleiter, Kim Jens                                     |
| KURZBESCHREIBUNG | deutscher Hörspielproduzent, Autor, Regisseur und Verleger |
| GEBURTSDATUM     | 7. Februar 1986                                            |
| GEBURTSORT       | Ludwigsburg                                                |